# チャガントカイ県
チャガントカイ県（チャガントカイけん）は、中華人民共和国新疆ウイグル自治区イリ・カザフ自治州タルバガタイ地区に位置する県。

## 行政区画
2鎮、4郷を管轄：
- 鎮：カラブラ鎮（哈拉布拉鎮）、ジイェク鎮（吉也克鎮）
- 郷：カラブラ郷（哈拉布拉郷）、イェンギイェル郷（ジャンガジェル郷、新地郷）、アルトゥン・エミル郷（阿勒騰也木勒郷）、ジャンキスィ郷（ジェンギス郷、江格斯郷）
- 一六一団